# Luisa de Guzmán
Luisa de Guzmán, född 1613, död 1666, var en portugisisk drottning, gift med Johan IV av Portugal. Hon var Portugals regent som ställföreträdare för sin son kung Alfons VI av Portugal 1656–1666. 

## Biografi
Luisa var dotter till den spanska adelsmannen Juan Manuel Pérez de Guzmán, hertig av Medina-Sidonia, och Juana Lorenza Gomez de Sandoval y la Cerda. 
Hon gifte sig med den portugisiska adelsmannen hertig Johan av Braganca år 1633, som sedermera blev kung Johan IV av Portugal.  

### Drottning
Luisa var makens rådgivare under restaurationskriget mot Spanien, och anses ha spelat stor roll för att få honom accepterad som Portugals kung. Då hon tillfrågades om hon inte var rädd för att göra uppror mot Spanien, ska hon ha svarat: 
"Hellre drottning för en dag än hertiginna hela livet."
Hennes make vann slutligen befrielsekriget mot Spanien 1 december 1640, och besteg tronen som kung av ett självständigt Portugal under namnet Johan IV, vilket gjorde henne till drottning.
Då maken utsattes för ett attentatsförsök 1641, tillhörde hon den kommission som dömde de adliga konspiratörerna till döden. 

### Regent
1656 avled Johan IV och efterträddes av deras son Alfons VI, som då var 13 år. Luisa blev då Portugals regent under sin sons omyndighet. Hennes son uppnådde laglig myndighetsålder 1662, vilket normalt skulle innebära att hennes mandat som regent upphörde. Det visade sig emellertid att Alfons VI var psykiskt sjuk och oförmögen att regera. Luisa fortsatte därför att regera. 
Luisa beskrivs som en kraftfull och kompetent regent som framgångsrikt stärkte Portugals nyvunna självständighet mot Spanien. Hon organiserade och stärkte armén. Hon slöt ett alliansfördrag mellan Portugal och England, och arrangerade äktenskapet mellan sin dotter Katarina av Braganca och Karl II av England 1662. 